# Eufrozyna Kolupanowska

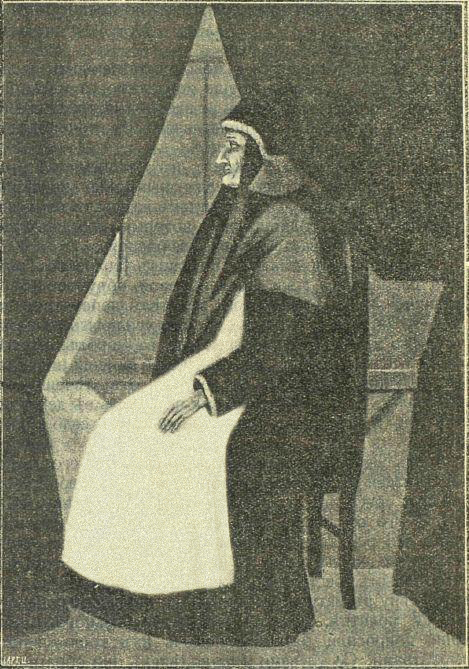
Eufrozyna Eudoksja Wiaziemska

Eufrozyna, imię świeckie Jewdokija Grigorjewna Wiaziemska (ur. ok. 1758, zm. 3 lipca 1855 w Kolupanowie w guberni tulskiej) – święta prawosławna, jurodiwa. Czczona w Cerkwi jako Eufrozyna Kolupanowska, rzadziej Aleksińska lub Tulska.

## Życiorys
Pochodziła z książęcego rodu Wiaziemskich. W 1776 roku ukończyła naukę w Smolnym Instytucie Szlachetnie Urodzonych Panien i została jedną z dam dworu cesarzowej Katarzyny II. Do grona bliskich znajomych księżniczki należeli: generał Aleksander Suworow i książę Jurij Dołgorukow.
Brak informacji, jak długo przebywała na dworze cesarskim. Ostatecznie porzuciła go, upozorowała własną śmierć i udając chłopkę zaczęła wędrować po Rosji, zatrzymując się przy różnych cerkwiach i klasztorach. Przebywała m.in. w Sumorińskim Monasterze Przemienienia Pańskiego w Tot´mie. W 1806 r. przybyła do Moskwy i z błogosławieństwa metropolity moskiewskiego Platona osiadła w monasterze Władycznym w Sierpuchowie, gdzie miała pozostawać pod duchową opieką ihumenii Dionizji jako jurodiwa. Według żywotu początkowo mieszkała razem z mniszkami, po czym opuściła budynek klasztoru i zamieszkała w osobnym domku, prowadząc surowe życie ascetyczne, nosiła kajdany i włosiennicę, chodziła boso i mieszkała w jednej izbie ze zwierzętami. Przypisywano jej dar przepowiadania przyszłości.
W 1845 opuściła klasztor z powodu konfliktu z nową ihumenią i zamieszkała w Kolupanowie u właścicielki ziemskiej Natalii Protopopowej, która już w poprzednich latach uważała ją za świętą. Przyjmowała wiernych, którzy prosili ją o rady duchowe i modlitwy. Zmarła w 1855 r.
Informacje o niej pochodzą z życiorysu, jaki spisał jej opiekun duchowy, proboszcz parafii w Kolupanowie ks. Pawieł Prospierow.
Została pochowana przy cerkwi w Kolupanowie w szatach mniszych (brak jednak informacji o tym, gdzie i kiedy złożyła śluby mnisze). Z inicjatywy jej spowiednika nad grobem ustawiono drewniany pomnik, natomiast nad źródłem, przy którym modliła się kobieta, ustawiono kaplicę. Od 1909 r. w cerkwi była prowadzona kronika uzdrowień, do jakich miało dojść za wstawiennictwem Eufrozyny. Kult zanikł po 1931 r., gdy cerkiew w Kolupanowie spłonęła, a kaplica oraz miejsce pochówku jurodiwej popadły w zapomnienie.
W 1988 z inicjatywy arcybiskupa tulskiego i bielowskiego Maksyma została kanonizowana jako jedna z Soboru Świętych Tulskich. Jej wspomnienie liturgiczne przypada 3 lipca i 22 września. W latach 1993–1996 r. w Kolupanowie, na miejscu dawnej cerkwi, wzniesiono nową, murowaną, natomiast szczątki Eufrozyny ekshumowano i umieszczono w marmurowej race.